# Michael Carter (Footballspieler, 1999)
Michael Carter (geboren am 7. Mai 1999 in Navarre, Florida) ist ein US-amerikanischer American-Football-Spieler auf der Position des Runningbacks. Er spielte College Football für die University of North Carolina at Chapel Hill und wurde im NFL Draft 2021 in der vierten Runde von den New York Jets ausgewählt, für die er bis 2023 spielte. Seit 2023 steht Carter bei den Arizona Cardinals unter Vertrag.

## College
Carter besuchte die Highschool in seiner Heimatstadt Navarre, Florida, und spielte dort Football. In seinem letzten Jahr an der Highschool erzielte er insgesamt 3345 Yards Raumgewinn und 34 Touchdowns. Carter wurde von USA Today als Florida Offensive Player of the Year 2016 ausgezeichnet.
Ab 2017 ging Carter auf die University of North Carolina at Chapel Hill, um College Football für die North Carolina Tar Heels zu spielen. Da im Backfield von North Carolina nach dem Abgang von drei Runningbacks kaum etablierte Spieler standen, kam er bereits als Freshman zu relativ viel Einsatzzeit. Er erzielte bei zwei Einsätzen als Starter 97 Läufen 559 Yards Raumgewinn und acht Touchdowns. Im August 2018 brach Carter sich ein Handgelenk und verpasste daher die ersten beiden Partien der Saison. Da sich in seiner Abwesenheit andere Runningbacks etablieren konnten, teilte er sich das Backfield in dieser Saison mit Jordon Brown und Antonio Williams. Carter erlief 597 Yards und zwei Touchdowns.
In den Spielzeiten 2019 und 2020 war Carter zusammen mit Javonte Williams Stammspieler. In seinem dritten Jahr am College absolvierte Carter 177 Läufe für 1003 Yards und drei Touchdowns, zudem fing er 21 Pässe für 154 Yards und zwei weitere Touchdowns. Zusammen mit Williams stellte Carter bei seinem letzten Einsatz für North Carolina im Spiel gegen die Miami Hurricanes am 12. Dezember 2020 einen neuen NCAA-Rekord für die meisten Rushing-Yards von zwei Runningbacks in einer Partie auf, als sie zusammen 544 Yards erliefen. Dabei kam Carter auf 308 Yards und zwei Touchdowns. Nach dem Spiel gab Carter bekannt, auf die Teilnahme am Orange Bowl zu verzichten. Mit 1246 Yards Raumgewinn im Laufspiel war er in der Saison 2020 führender Spieler in der American Athletic Conference (AAC), zudem erzielte er 246 Yards Raumgewinn als Passempfänger. Insgesamt gelangen Carter 2020 elf Touchdowns. Er wurde in das All-Star-Team der AAC 2020 gewählt. In vier Jahren und 44 Spielen für North Carolina kam Carter auf 3403 Yards Raumgewinn und war damit zum Ende seiner College-Karriere viertbester Spieler der Tar Heels in dieser Statistik.

## NFL
Carter wurde im NFL Draft 2021 in der vierten Runde an 107. Stelle von den New York Jets ausgewählt. In der fünften Runde wählten die Jets mit Michael Carter II, einem Cornerback von Duke, einen Spieler mit dem gleichen Namen. Am 4. Juni 2021 unterschrieb er einen Vierjahresvertrag. Carter teilte sich als Rookie das Backfield der Jets mit Ty Johnson und Tevin Coleman. Dabei erhielt Carter die meiste Einsatzzeit, mit 639 Yards Raumgewinn im Laufspiel führte er sein Team an. Er erzielte vier Touchdowns, zudem fing er 36 Pässe für 325 Yards. Wegen einer Knöchelverletzung verpasste Carter mehrere Partien. In der Saison 2022 verlor Carter Spielanteile an Rookie Breece Hall sowie nach dessen vorzeitigem Saisonaus an Zonovan Knight. Mit 402 erlaufenen Yards und 3,5 Yards pro Lauf verzeichnete er schlechtere Werte als im Vorjahr. In der Saison 2023 verzeichnete Carter in neun Spielen lediglich acht Läufe für 38 Yards und 15 gefangene Pässe für 68 Yards. Am 14. November 2023 wurde er von den Jets entlassen.
Am 15. November 2023 nahmen die Arizona Cardinals Carter über die Waiver-Liste unter Vertrag. Er bestritt sechs Spiele für die Cardinals, in denen er bei 22 Läufen 149 Yards Raumgewinn erzielte sowie 9 Passfänge für 33 Yards und einen Touchdown.
Die Saison 2024 verbrachte Carter größtenteil im Practice Squad. Erst in Woche 16 wurde er aktiviert und kam in den drei letzten Saisonspielen zum Einsatz. Am letzten Spieltag gelang ihm im bedeutungslosen Spiel gegen die San Francisco 49ers – beide Teams hatten keine Chancen mehr auf die Play-offs – ein Touchdown.

### NFL-Statistiken
| Saison                             | Team  | Spiele | Spiele | Rushing | Rushing | Rushing | Rushing | Rushing | Receiving | Receiving | Receiving | Receiving | Receiving | Fumbles | Fumbles |
| Saison                             | Team  | GP     | GS     | Att     | Yds     | Avg     | Lng     | TD      | Rec       | Yds       | Avg       | Lng       | TD        | Fum     | Lost    |
| ---------------------------------- | ----- | ------ | ------ | ------- | ------- | ------- | ------- | ------- | --------- | --------- | --------- | --------- | --------- | ------- | ------- |
| 2021                               | NYJ   | 14     | 11     | 147     | 639     | 4,3     | 55      | 4       | 36        | 325       | 9,0       | 23        | 0         | 1       | 1       |
| 2022                               | NYJ   | 16     | 10     | 114     | 402     | 3,5     | 25      | 3       | 41        | 288       | 7,0       | 37        | 0         | 2       | 1       |
| 2023                               | NYJ   | 9      | 0      | 8       | 38      | 4,8     | 9       | 0       | 15        | 68        | 4,5       | 10        | 0         | 0       | 0       |
| 2023                               | ARI   | 6      | 0      | 22      | 149     | 6,8     | 21      | 0       | 9         | 33        | 3,7       | 8         | 1         | 0       | 0       |
| 2024                               | ARI   | 3      | 1      | 35      | 131     | 3,7     | 13      | 1       | 11        | 57        | 5,2       | 18        | 0         | 0       | 0       |
| Total                              | Total | 48     | 22     | 326     | 1.359   | 4,2     | 55      | 8       | 112       | 771       | 6,9       | 37        | 1         | 3       | 2       |
| Quelle: pro-football-reference.com |       |        |        |         |         |         |         |         |           |           |           |           |           |         |         |